# 李奉三
李奉三（1915年—1999年12月），原名李敬德，安徽定远人，祖籍江西武寧，1929年加入中国共产党。曾任安徽省凤阳县县长、蚌埠市中级人民法院院长、安徽省地方志办公室副主任等职务，国务院前总理李克强之父。

## 生平

### 早年
1915年出生于安徽省定远县九梓集乡的窮苦家庭，在五個兄弟中排行第二。1927年北伐战争时期，曾经帮助过从村口路过的士兵。
1929年2月，在凤阳县从事工会工作的中共党员秦子扬，利用与定远吴圩镇吴禹川的同窗关系，到吴圩小学以教书为职业，从事革命活动。当时就读于吴圩小学、只有15岁的的李敬德被秦子扬发展为定远县第二批学生党员。
1931年8月初，李敬德在中共定远县委委员戴国兴的带领下。先后在吴圩、九梓、站岗一带街头、村庄宣传革命道理，张贴革命标语，和一些热血青年积极报名参加了赤卫队，在吴圩农民暴动后改名李奉三。通过与原九梓集党支部书记李教伍等人努力，组建恢复了中共九梓集支部。
1942年初，日本军队修通了定城至水家湖的公路，沿线较大集镇均被日军控制，形成了东西长约90华里的封锁线，安徽定远、凤阳、怀远县被分割成南北两大片。为了便于工作，上级决定公路以南地区，包括合肥县的一部分新建定合县。此后，李奉三先后担任过九梓集乡党支部书记，定合县定六区区长，定合县民政科长等职务。1949年1月，中国人民解放军在淮海战役中取得胜利，不久南下渡过长江，李奉三亦随军南下，参加了渡江战役，立下了战功。

### 中共建政後
1951年，李奉三任安徽省凤阳县委副书记、县长，1953年全国在干部队伍中开展了反贪污、反浪费，反对官僚主义的三反运动。由于受到一些官員的排挤与诬陷，李奉三被打成了「腐败分子」。后来在时任安徽省省长黄岩、安徽省政府秘书长郑抱真的直接干预下，才为他平反，调至中共安徽省委统战部任工商处长。
李奉三后来又调任安徽省蚌埠市中级人民法院院长。在文化大革命期间，李奉三被迫停止工作，遭到红卫兵与造反派的批斗、侮辱、殴打与关押，子女们也都受到牵连而被下放劳动。

### 晚年
改革开放之后，在时任中共安徽省委第一书记万里的直接过问之下，李奉三被平反昭雪，调任安徽省地方志办公室副主任（副厅级）。在安徽省地方志工作期间，李奉三支持凤阳县小岗村的家庭联产承包责任制经济政策。
1988年，李奉三从安徽省地方志岗位上离休。1999年12月，李奉三因病在合肥逝世，享年84岁。

## 家庭
李奉三有兩任妻子。

第一任妻子生有三名子女：
- 长子李克和（航天部二院）
- 次子李克平（曾任安徽省计划委员会副厅长）
- 次女李克珍

第二任妻子曹麗俊育有三名子女：
- 長女李曉晴（安徽省国资委信息中心主任）
- 次子李克強（中共中央政治局原常委、国务院前总理）
- 三子李克明（曾任国家烟草专卖局副局长，国有重点大型企业监事会主席[4]）